# Грант (Мічиган)
Грант (англ. Grant) — місто (англ. city) в США, в окрузі Невейго штату Мічиган. Населення — 952 особи (2020).

## Географія
Грант розташований за координатами 43°20′4″ пн. ш. 85°48′22″ зх. д. / 43.33444° пн. ш. 85.80611° зх. д. (43.334572, -85.806141).  За даними Бюро перепису населення США в 2010 році місто мало площу 1,72 км², з яких 1,67 км² — суходіл та 0,05 км² — водойми.

## Демографія
Згідно з переписом 2010 року, у місті мешкали 894 особи в 361 домогосподарстві у складі 229 родин. Густота населення становила 519 осіб/км².  Було 416 помешкань (242/км²).
Расовий склад населення:
| - 93,8 % — білих - 0,4 % — корінних американців - 0,3 % — азіатів - 0,1 % — чорних або афроамериканців - 4,5 % — осіб інших рас |

До двох чи більше рас належало 0,8 %. Частка іспаномовних становила 13,3 % від усіх жителів.
За віковим діапазоном населення розподілялося таким чином: 29,5 % — особи молодші 18 років, 54,8 % — особи у віці 18—64 років, 15,7 % — особи у віці 65 років та старші. Медіана віку мешканця становила 31,9 року. На 100 осіб жіночої статі у місті припадало 85,9 чоловіків;  на 100 жінок у віці від 18 років та старших — 81,0 чоловіків також старших 18 років.
Середній дохід на одне домашнє господарство  становив 37 277 доларів США (медіана — 29 107), а середній дохід на одну сім'ю — 42 308 доларів (медіана — 30 952). Медіана доходів становила 43 542 долари для чоловіків та 28 036 доларів для жінок. За межею бідності перебувало 25,8 % осіб, у тому числі 35,0 % дітей у віці до 18 років та 10,0 % осіб у віці 65 років та старших.
Цивільне працевлаштоване населення становило 319 осіб. Основні галузі зайнятості: виробництво — 23,2 %, освіта, охорона здоров'я та соціальна допомога — 17,2 %, роздрібна торгівля — 16,6 %.